# Frida Ferenc
Frida Ferenc (Debrecen, 1978. szeptember 21. –) magyar labdarúgó. A Debreceni VSC csapatában mutatkozott be a magyar élvonalban. Ez előtt végigjárta ő is a debreceni ranglétrát az ifi- és serdülőcsapatokban. A felnőtt csapatban nem volt meghatározó csapattag. Az első osztályban összesen 38 mérkőzésen lépett pályára. Kölcsönjátékosként kettős igazolással játszott, mind a KCFC-Hajdúszoboszló, a Tiszaújvárosi FC és a Szolnoki MÁV FC csapatában.
A debreceni Dózsa György Általános Iskolában kezdte tanulmányait, amit a sporttagozatos Hunyadiban folytatott, majd az Irinyi Sportgimnáziumban fejezett be. Tizenegy éves korában igazolta le a DSI, ahol első edzője Herczeg András volt. Tizenhárom évesen került be a korosztályos válogatottba, és Szlovákia ellen debütált.
Ubrankovics Mihály szövetségi edző irányítása mellett 18 éves koráig 42 korosztályos válogatott meccs és három gól fűződik a nevéhez. Ők voltak az akkori kis Loki a válogatottban, mivel a csapat gerincét adták: Frida Ferenc, Bernáth Csaba, Böőr Zoltán, Madar Tamás, Bodnár László.
Tizenhét évesen Garamvölgyi Lajos vezetőedző bevonta a Loki felkészülésébe, majd 1996 tavaszán a Videoton-Debrecen meccsen lépett először az NBI-ben pályára. Utoljára akkor játszott a DVSC színeiben, amikor az FTC 2-0-ra legyőzte otthonában a Debrecent.
2004 és 2010 között egyéves balkányi kitérőt leszámítva a Hajdúböszörményi TE játékosa volt.
2011 januárjától a DVSC technikai vezetője.